# Brumov (hrad)
Hrad Brumov, který leží na výběžku kopců nad městem Brumov-Bylnice, v okrese Zlín, v kraji Zlínském, byl založen již v první polovině 13. století a byl významnou zemskou pevností, která střežila cestu Vlárským průsmykem do Uher. Od roku 1964 je chráněn jako kulturní památka.

## Historie
První písemná zmínka pochází z roku 1255, kdy je uváděn jako brumovský purkrabí Smil ze Střílek a Brumova. V letech 1294–1303 je uváděn jako purkrabí Oldřich z Hradce. Na počátku husitských válek zde byla husitská osádka a hrad byl vojskem krále Zikmunda dvakrát obléhán a dobyt. Zikmundův purkrabí Pankrác ze Svatého Mikuláše pak z hradu patnáct let terorizoval široké okolí a jeho vojenská družina podnikala i výpady do Uher. Roku 1520 získal hrad Jan Meziříčský z Lomnice, který pokračoval v opevňovacích pracích.

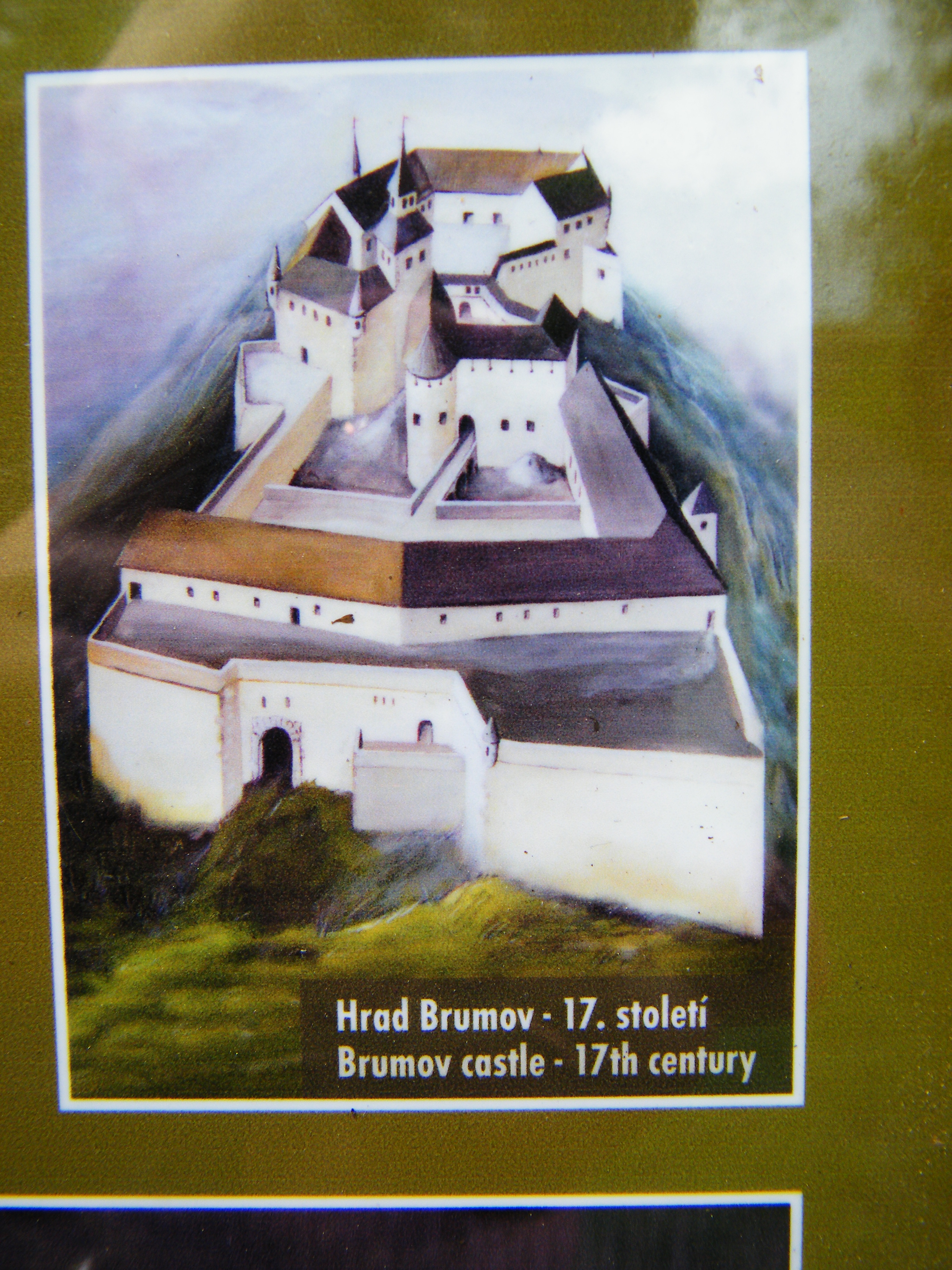
Přibližná rekonstrukce podoby hradu v 17. století

Za třicetileté války během valašského povstání obsadili hrad Valaši a jako reakce na snadné dobytí hradu byl hrad vybaven kamennými bastiony a i nadále bylo zdokonalováno jeho opevnění. Při vpádech Turků a jejich tatarských spojenců z Krymského chanátu a uherských povstalců v letech 1663, 1683 a začátkem 18. století se nové opevnění osvědčilo a hrad náporům odolal. Během 17. a 18. století vládly na panství složité majetkoprávní poměry, celek byl rozdělen na několik dílů, největší část nakonec v roce 1727 získali Illesházyové, jimž patřil i sousední Vsetín. Po požáru roku 1760 byl hrad ještě provizorně opraven, ale po dalším ohni roku 1820 byl definitivně opuštěn. Poslední potomek z rodu Illesházyů Štěpán Illesházy prodal brumovské panství bankéři řeckého původu Georgu Sinovi a od jeho potomků koupil velkostatek v roce 1894 rakouský podnikatel Anton Dreher.
| Rok  | Počet návštěvníků |
| ---- | ----------------- |
| 2015 | 9 094             |
| 2017 | 9 904             |